# Паченский сельсовет
Паченский сельсове́т — упразднённый сельсовет в Нижнетавдинском районе Тюменской области Российской Федерации. Существовал в 1919—1977 годах.
Административный центр — деревня Паченка

## География
Сельсовет находился на западе Тюменской области, в пределах юго-западной части Западно-Сибирской низменности, в зоне подтайги.

### Климат
Климат резко континентальный с холодной продолжительной зимой и коротким тёплым летом. Средняя температура воздуха самого холодного месяца (января) — −18,6 °C (абсолютный минимум — −53 °C); самого тёплого месяца (июля) — 17,6 °C (абсолютный максимум — 38 °С). Безморозный период длится в среднем 111 дней. Среднегодовое количество атмосферных осадков составляет 300—400 мм, из которых 70 % выпадает в тёплый период. Продолжительность залегания снежного покрова составляет в среднем 156 дней.

## История
Образован в сентябре 1919 года в составе Тавдинской волости. Состав сельсовета: деревни Паченка(административный центр), д. Курья, д. Сосновка.
В 1923 (1924) году включён в состав образованного Нижне-Тавдинского района Тюменского округа Уральской области.
С 1939 года — Паченский сельский Совет депутатов трудящихся.
В 1963 году в связи с укрупнением сельских районов, Нижне-Тавдинский район был ликвидирован. Паченский сельсовет вошел в состав Тюменского района.
В июле 1950 года все хозяйства Паченского сельсовета объединились в один колхоз им. Хрущева, в 1957 г. переименованный в колхоз «Сибирь», который в 1963 г. влился в колхоз «Большевик» Нижнетавдинского сельсовета.
17 марта 1977 года упразднён сельсовет упразднён.

## Население
На 1924 год общее число дворов 250, количество населения 689 человек.

## Состав
На 1 июля 1963 года сельсовет включал 4 населенных пункта: Паченка, д. Курья, д. Сосновка д. Паченка, Курья, Маслянка, колхоз «Сибирь».
Указом Президиума Верховного Совета РСФСР от 04.03.1964 был вновь образован Нижне-тавдинский район, в его составе Паченский сельсовет выделился из Тюменского района. 
На момент упразднения входили: село Паченка,  деревни Курья, Маслянка

## Инфраструктура
Основа экономики — сельское хозяйство.